# Bianka Bleier
Bianka Bleier (* 1. April 1962) ist eine deutsche Buchhändlerin und Schriftstellerin.

## Leben
Bianka Bleier ist gelernte Bibliothekarin. In Forst (Baden) gründete sie 2012 das aus einer alten Scheune umgebaute Event-Laden-Café „Sellawie“. Dort arbeitet sie als Buchhändlerin in der christlichen Buchhandlung.
Bleier führt Tagebuch, seit sie 13 ist, und hat als Schriftstellerin zahlreiche Tagebuchromane und Ratgeber verfasst sowie Bildbände und Kalender veröffentlicht. Sie ist Mitarbeiterin der christlichen Zeitschriften „Family“, „Joyce“ und „Aufatmen“ und gibt das jährlich erscheinende Kalendertagebuch „Mein Jahr“ und die Agenda „Avenue“ heraus.
Sie ist verheiratet mit Werner, hat drei Kinder, wohnt in Forst und betreibt auf fromme-hausfrau.de ein Blog.

## Veröffentlichungen
- Stinknormal und einfach herrlich. Aus dem Tagebuch einer frommen Hausfrau, R. Brockhaus, Wuppertal 1998, 11. Auflage 2015, ISBN 978-3-417-20874-0.
- Tonnenschwer und federleicht: Neue Seiten aus dem Tagebuch der frommen Hausfrau, R. Brockhaus, Wuppertal 2000, ISBN 978-3-417-20877-1.
- 40 werden immer nur die andern. Mit voller Kraft zu neuen Zeiten, R. Brockhaus, Wuppertal 2003, ISBN 978-3-417-20623-4.
- Gezeitenwechsel. Tagebuch, R. Brockhaus, Wuppertal 2005, ISBN 978-3-417-20661-6.
- Leuchtende Tage. Bianka Bleiers Adventskalender für Erwachsene, R. Brockhaus, Wuppertal 2005, ISBN 978-3-417-24375-8.
- Notizen aus dem prallen Leben, R. Brockhaus, Wuppertal 2006, ISBN 978-3-417-20670-8.
- Versammeltes Chaos. Tagebücher 1 + 2, SCM R.Brockhaus, Witten 2008, ISBN 978-3-417-26226-1.
- JahresZeiten: Mit Bianka Bleier durch das Jahr, SCM Collection, Witten 2009, ISBN 978-3-7893-9388-4.
- Kittelschürzenschönheit : Notizen einer frommen Hausfrau, SCM Hänssler, Holzgerlingen 2011, ISBN 978-3-7751-5288-4.
- Das Leben ruft ... und ich kann so schlecht Nein sagen!, SCM Collection, Witten 2013, ISBN 978-3-7893-9659-5.
- Strandgut: Fundstücke vom Meeresufer, SCM Collection, Witten 2014, ISBN 978-3-7893-9724-0.
- Das Leben feiern, SCM Collection, Witten 2016, ISBN 978-3-7893-9241-2.
- Café Mélange. Dem Leben ein Zuhause geben – Meine Kolumnen, SCM Hänssler, Holzgerlingen 2017, ISBN 978-3-7751-5816-9.
- Bis hierher und dann weiter. Wenn die Kinder erwachsen werden – Tagebuch (Reihe: Biankas Tagebücher), SCM Hänssler, Holzgerlingen 2019, ISBN 978-3-7751-5859-6.
- Sellawie – So ist das Leben. Vom Loslassen, Aufbrechen und neuen Lebensträumen – Tagebuch, SCM Hänssler, Holzgerlingen 2021, ISBN 978-3-7751-6014-8.

Periodika (Jahres-Ausgaben)
- Avenue 2015 – Mein Jahr Agenda (Ringbuch-Timer), SCM Collection, Witten, ISBN 978-3-7893-4655-2.
- Augenblick 2022 – Terminkalender, SCM Collection, Witten, ISBN 978-3-7893-4917-1.
- Das Leben feiern 2022, SCM Collection, Witten, ISBN 978-3-7893-4922-5.
- Mein Jahr 2022 – Kalender-Tagebuch, SCM Collection, Witten, ISBN 978-3-7893-4933-1.
- Sellawie 2022, SCM Collection, Witten, ISBN 978-3-7893-4938-6.
- Unser Familienbuch 2022, SCM Collection, Witten, ISBN 978-3-7893-4940-9.
- Wo Himmel und Erde sich berühren 2022, SCM Collection, Witten, ISBN 978-3-7893-4942-3.

als Mitautor
- mit Martin Gundlach: Die 100 wichtigsten Fragen zum Leben: finden Sie hier..., SCM Collection, Witten 2011, ISBN 978-3-7893-9479-9.
- mit Martin Gundlach: Eltern werden!: Willkommen im neuen Leben, SCM Collection, Witten 2011, ISBN 978-3-7893-9470-6.
- mit Martin Gundlach: Aufblühen in der Lebensmitte!, SCM Hänssler, 2011, ISBN 978-3-7751-5449-9.
- mit Martin Gundlach: Das ist dein Buch. Von der Geburt bis zum 18. Lebensjahr, SCM Collection, 2012, ISBN 978-3-7893-9598-7.
- mit Birgit Schilling: Besser einfach – einfach besser. Das Haushaltssurvival-Buch, Brockhaus, Wuppertal 2002, ISBN 978-3-417-24711-4.

als (Mit)Herausgeber
- mit Ulrike Chuchra: Das neue Fromme-Hausfrau-Kochbuch. 500 Rezepte für jeden Tag, SCM Collection, Witten 2009, ISBN 978-3-7893-9372-3.
- mit Ulrike Chuchra: Grenzenlos geliebt. 52 Begegnungen mit Jesus, SCM R.Brockhaus, Witten 2011, ISBN 978-3-417-26432-6.
- mit Ulrike Chuchra: Das Fromme-Hausfrau-Backbuch, SCM Collection, Witten 2012, ISBN 978-3-7893-9571-0.